# 韋謝拉 (卡利尼夫卡區)
49°36′27″N 28°41′34″E / 49.60750°N 28.69278°E
韋謝拉（烏克蘭語：Весела），是烏克蘭的村落，位於該國西南部文尼察州，由赫米利尼克區負責管轄，始建於1772年，面積0.28平方公里，海拔高度306米，2001年人口221，人口密度每平方公里794.96人。